# Hans von Hemmer
Pour les articles homonymes, voir Hemmer.
Hans Ritter von Hemmer est un militaire, général allemand durant la Première Guerre mondiale, est né le 26 juin 1869 à Munich et décédé le 15 décembre 1931. Il commande la 19e armée allemande.

## Biographie

### Jeunesse
Hans est le fils du colonel Anton et son épouse Ida Ehefrau. Il étudie à l'école de primaire et secondaire à Ratisbonne, le 12 août 1888, il s'inscrit comme volontaire et candidat officier dans le 11e régiment d'infanterie (de) de l'armée bavaroise. À partir du 1er mars 1889 à 21 janvier 1890, il étudie à l'École de Guerre de Munich, et le 7 juillet 1889, il devient aspirant dans le 2e régiment d'infanterie (de). Le 6 mars 1890, il a été promu lieutenant en second. Du 15 février 1893 au 1er juin 1896, il est employé comme adjudant du bataillon. Puis il travaille durant trois ans à l'Académie de guerre, et en 1900, il est membre durant deux années de l'état-major général de Bavière. Entre 1902 à 1906 il sert comme adjudant du la 3e brigade d'infanterie (de), et en 1904 il est promu capitaine. Le 29 octobre 1907, il prend la tête du 8e régiment d'infanterie (de). Le 30 septembre 1910 et durant deux ans, il travaille à l'état-major de la 5e division d'infanterie. Puis il est transféré au grand état-major à Berlin. Dans le même temps, il est membre du Sénat bavarois pour deux ans malgré ses obligations nationales militaires. Du 19 septembre 1912, il est affecté comme officier d'état major général à l'état-major général du Première corps d'armée.

### Première Guerre Mondiale
Sur le front ouest, il participe aux combats en août 1914 à Badonviller, il participe à la bataille de Lorraine et les batailles contre Nancy-Épinal et de la Somme. Le 30 novembre 1914, il est promu au grade de colonel, et le 28 décembre 1914, il reprend la gestion de l'état-major du premier corps de réserve.
Il est transféré dans l'armée du Sud et se distingue en tant qu'officier d'état major d'une manière particulière, de sorte qu'il reçoit la Croix de Chevalier de l'Ordre militaire de l'Ordre de Max Joseph, cette décision a été prise sur les bases pour : « son travail remarquable en tant que chef du personnel durant la prise du mont Zwinin le 9 avril 1915 et à la bataille de Zwinin à Stry le 31 mai 1915 ».
Le 6 juillet 1915, il est désigné chef d'état-major général de l'armée du sud qui opère en Volhynie  sous le général Felix von Bothmer. En 1916, il participe à la guerre de position sur la Strypa, à Wozuska et vers la Siret. Il joue un rôle important dans la prise d'assaut vers Woribijorka et aux batailles de Zoloscze et de Niżniów. Il participe à la bataille de la Zolota Lypa et à la bataille de Narajowka. 
En juin 1916, il reçoit la Croix de Commandeur de l'Ordre militaire de Max Joseph,  "en raison de son excellente, avec une sagesse particulière, de l'énergie et la contribution et sa persévérance infatigable marquée à la préparation et à l'exécution réussie des batailles difficiles défensives lors de l'offensive estivale Russie de 1916".
En 1917, il participe à la bataille de Dzihie Lany et aux batailles de Brzesany et Koninchy. Le 25 août, il reçoit l'Ordre du Mérite et le 14 décembre 1917, il a été promu au grade de général. Après cela, il participe au front de Galicie orientale et la guerre des tranchées entre les rivières Dniestr, Zbroutch et Siret. Après le traité de Brest-Litovsk qui met fin aux opérations sur le front de l'Est, le 4 février 1918 il rejoint le front de l'Ouest,  et devient chef d'état-major général de la 19e armée en Lorraine.
Après l'armistice de Compiègne, il est démobilisé de l'armée et du haut commandement. En janvier 1919, il devient membre du Sénat bavarois. Il prend sa retraite du service actif le 1er octobre 1920.
Il est décédé d'une crise cardiaque.